# Øresundsmetro
Az Øresundsmetro egy tervezett gyorsvasúti összeköttetés a dániai Koppenhága és a svédországi Malmö között. Ez kiegészítené a jelenlegi vasúti kapcsolatot, ami az Øresund hídon át vezet.
A vágányok normál nyomtávolságúak, óránként és irányonként 36 vonattal számolnak, a legnagyobb sebesség 120 km/h.
A két város közötti utazási idő 20 percre csökkenhet. A forgalom leghamarabb 2035 után indulhat el.